# Eutrichota praepotens
Eutrichota praepotens är en tvåvingeart som först beskrevs av Christian Rudolph Wilhelm Wiedemann 1817.  Eutrichota praepotens ingår i släktet Eutrichota och familjen blomsterflugor. Arten är reproducerande i Sverige. Inga underarter finns listade i Catalogue of Life.